# 悪魔の事件簿
『悪魔の事件簿』（あくまのじけんぼ、原題：Night Visitor）は、1989年公開のアメリカ合衆国のスリラー映画。
Alain Silverが製作を担当し、Rupert Hitzigが監督を務めた。リチャード・ラウンドトゥリーやエリオット・グールド、アレン・ガーフィールド、デレク・ライドルが出演した。
ワーキングタイトルは『Never Cry Devil』

## あらすじ
魅惑的な隣人（シャノン・トゥイード）を覗き見していた、高校生のビリー・コルトン（デレク・ライドル）は、彼女がローブを着た男に殺されるのを目撃し、その男が人気のない歴史教師のザッカリー・ウィラード先生（アレン・ガーフィールド）であることに気付く。先生とは過去に悪ふざけをして揉めたことがあるため、警察はビリーの言うことを信じてくれなかった。実は、カルト集団で連続殺人も犯しているウィラードとその凶悪な兄であるスタンリー（マイケル・J・ポラード）に脅されたビリーは、元刑事のロナルド・“ロン”・デヴロー（エリオット・グールド）を説得し、確実な殺人の証拠を見つける手助けをさせる。

## キャスト
- Captain Crane - リチャード・ラウンドトゥリー
- Ronald 'Ron' Devereaux - エリオット・グールド
- スタンリー・ウィラード - マイケル・J・ポラード
- ザッカリー・ウィラード - アレン・ガーフィールド
- ビリー・コルトン - デレク・ライドル（英語版）
- ジェイク - ヘンリー・ギブソン
- Lisa Grace - シャノン・トゥイード
- Townsend - Bruce Kimmel
- Mrs. Colton - Brooke Bundy
- Dolan - Kathleen Bailey
- Sam Loomis - Scott Fults
- Kelly Fremont - Teresa Vander Woulde
- Bernstein - Michael Jason Rosen (Michael Rosen)
- トニー - Jovanni Brascia
- Thornhill - Alain Silver (as Alain Joel Silver)
- Annie Hayworth - Amy Waddell
- Theresa - Ann Dane
- リポーター - Nancy McLendon
- Victim in Cellar - テリー・ウィーゲル
- 二人目の犠牲者 - Kathryn Kimler

## 評価
この映画はMGM/UAによって200スクリーン（ただし、ニューヨークやロサンゼルスでは上映されなかった）で短期間上映され、さまざまな評価を受けた。その多くは、グールド演じるデヴローとポラード演じるスタンリーの地下室での対決をユーモラスであると評価する一方で、「チェーンソーを振り回すポラードと散弾銃を持ったグールドのひどい振り付けの闘いは、おそらく脚本上ではうまくいくように見えたのだろうが、映画にするとひどい出来だ」と酷評した者もいた。また、割と好意的に「『裏窓』と80年代後半の悪魔崇拝の陰謀論を組み合わせたのがこの作品だ。言うほど悪くはないが、『Night Visitor』は郊外に潜む悪魔主義についての不当に無名な映画である」と評価した批評家もいた。